# Paulo Ribenboim
Paulo Ribenboim, brazilsko-kanadski matematik, * 13. marec 1928, Recife, Pernambuco, Brazilija.
Ribeboim je strokovnjak na področju teorije števil. Od leta 1962 živi v Kanadi. Bil je profesor matematike na Univerzi Queen's v Kingstonu, Ontario. Sedaj je profesor emeritus. Napisal je 13 knjig in 120 člankov.